# أوليفر وليامز
أوليفر وليامز (28 أبريل 1983 بنورثامبتون في المملكة المتحدة - ) (بالإنجليزية: Oliver Williams)‏ هو لاعب كريكت بريطاني. لعب مع Leicestershire Cricket Board ‏.

## وصلات خارجية
- أوليفر وليامز على موقع إي آس بي آن كريك إنفو (الإنجليزية)